# Grand Prix automobile de Sonoma 2002
Navigation
Édition précédente Édition suivante
Le Grand Prix de Sonoma 2002, disputé sur le 19 mai 2002 sur le circuit de Sonoma est la deuxième manche de l'American Le Mans Series 2002.

## Course

### Classement de la course
Classement final de la course (vainqueurs de catégorie en gras), :
| Pos.   | Catégorie | N° | Écurie                   | Pilotes                                    | Châssis                         | Pneus | Tours/Abandon |
| Pos.   | Catégorie | N° | Écurie                   | Pilotes                                    | Moteur                          | Pneus | Tours/Abandon |
| ------ | --------- | -- | ------------------------ | ------------------------------------------ | ------------------------------- | ----- | ------------- |
| 1      | LMP900    | 50 | Panoz Motor Sports       | David Brabham Jan Magnussen                | Panoz LMP01 Evo                 | M     | 83            |
| 1      | LMP900    | 50 | Panoz Motor Sports       | David Brabham Jan Magnussen                | Élan 6L8 6.0L V8                | M     | 83            |
| 2      | LMP900    | 38 | Champion Racing          | Johnny Herbert Tom Kristensen              | Audi R8                         | M     | 83            |
| 2      | LMP900    | 38 | Champion Racing          | Johnny Herbert Tom Kristensen              | Audi 3.6L Turbo V8              | M     | 83            |
| 3      | LMP900    | 51 | Panoz Motor Sports       | Bryan Herta Bill Auberlen                  | Panoz LMP01 Evo                 | M     | 82            |
| 3      | LMP900    | 51 | Panoz Motor Sports       | Bryan Herta Bill Auberlen                  | Élan 6L8 6.0L V8                | M     | 82            |
| 4      | LMP900    | 16 | Dyson Racing Team        | Chris Dyson James Weaver                   | Riley & Scott Mk III            | G     | 81            |
| 4      | LMP900    | 16 | Dyson Racing Team        | Chris Dyson James Weaver                   | Lincoln (Élan) 6.0L V8          | G     | 81            |
| 5      | GTS       | 3  | Corvette Racing          | Ron Fellows Johnny O'Connell               | Chevrolet Corvette C5-R         | G     | 81            |
| 5      | GTS       | 3  | Corvette Racing          | Ron Fellows Johnny O'Connell               | Chevrolet 7.0L V8               | G     | 81            |
| 6      | GT        | 23 | Alex Job Racing          | Sascha Maassen Lucas Luhr                  | Porsche 911 GT3-RS              | M     | 80            |
| 6      | GT        | 23 | Alex Job Racing          | Sascha Maassen Lucas Luhr                  | Porsche 3.6L Flat-6             | M     | 80            |
| 7      | GTS       | 4  | Corvette Racing          | Andy Pilgrim Kelly Collins                 | Chevrolet Corvette C5-R         | G     | 80            |
| 7      | GTS       | 4  | Corvette Racing          | Andy Pilgrim Kelly Collins                 | Chevrolet 7.0L V8               | G     | 80            |
| 8      | LMP900    | 30 | Intersport               | John Macaluso Mark Neuhaus                 | Lola B2K/10B                    | G     | 80            |
| 8      | LMP900    | 30 | Intersport               | John Macaluso Mark Neuhaus                 | Judd GV4 4.0L V10               | G     | 80            |
| 9      | LMP900    | 18 | MBD Sportscar            | John Graham Didier de Radiguès             | Panoz LMP07                     | G     | 79            |
| 9      | LMP900    | 18 | MBD Sportscar            | John Graham Didier de Radiguès             | Mugen MF408S 4.0L V8            | G     | 79            |
| 10     | LMP900    | 17 | MBD Sportscar            | Scott Maxwell Milka Duno                   | Panoz LMP07                     | G     | 79            |
| 10     | LMP900    | 17 | MBD Sportscar            | Scott Maxwell Milka Duno                   | Mugen MF408S 4.0L V8            | G     | 79            |
| 11     | GT        | 66 | The Racer's Group        | Kevin Buckler Marino Franchitti            | Porsche 911 GT3-RS              | M     | 79            |
| 11     | GT        | 66 | The Racer's Group        | Kevin Buckler Marino Franchitti            | Porsche 3.6L Flat-6             | M     | 79            |
| 12     | GT        | 22 | Alex Job Racing          | Timo Bernhard Jörg Bergmeister             | Porsche 911 GT3-RS              | M     | 79            |
| 12     | GT        | 22 | Alex Job Racing          | Timo Bernhard Jörg Bergmeister             | Porsche 3.6L Flat-6             | M     | 79            |
| 13     | GT        | 79 | J-3 Racing               | Justin Jackson Mike Fitzgerald             | Porsche 911 GT3-RS              | D     | 77            |
| 13     | GT        | 79 | J-3 Racing               | Justin Jackson Mike Fitzgerald             | Porsche 3.6L Flat-6             | D     | 77            |
| 14     | LMP900    | 1  | Audi Sport North America | Rinaldo Capello Emanuele Pirro Frank Biela | Audi R8                         | M     | 77            |
| 14     | LMP900    | 1  | Audi Sport North America | Rinaldo Capello Emanuele Pirro Frank Biela | Audi 3.6L Turbo V8              | M     | 77            |
| 15     | GTS       | 26 | Konrad Motorsport        | Franz Konrad Terry Borcheller              | Saleen S7-R                     | P     | 76            |
| 15     | GTS       | 26 | Konrad Motorsport        | Franz Konrad Terry Borcheller              | Ford 7.0L V8                    | P     | 76            |
| 16     | GT        | 43 | Orbit                    | Leo Hindery Peter Baron                    | Porsche 911 GT3-RS              | M     | 76            |
| 16     | GT        | 43 | Orbit                    | Leo Hindery Peter Baron                    | Porsche 3.6L Flat-6             | M     | 76            |
| 17     | GT        | 42 | Orbit                    | Gary Schultheis Tony Kester                | Porsche 911 GT3-RS              | M     | 76            |
| 17     | GT        | 42 | Orbit                    | Gary Schultheis Tony Kester                | Porsche 3.6L Flat-6             | M     | 76            |
| 18     | LMP675    | 13 | Archangel Motorsports    | Dave McEntee Ben Devlin                    | Lola B2K/40                     | D     | 75            |
| 18     | LMP675    | 13 | Archangel Motorsports    | Dave McEntee Ben Devlin                    | Ford (Millington) 2.0L Turbo I4 | D     | 75            |
| 19     | GT        | 89 | Porschehaus Racing       | Robert Julien Adam Merzon                  | Porsche 911 GT3-RS              | D     | 75            |
| 19     | GT        | 89 | Porschehaus Racing       | Robert Julien Adam Merzon                  | Porsche 3.6L Flat-6             | D     | 75            |
| 20     | GT        | 52 | Seikel Motorsport        | Hugh Plumb Philip Collin Tony Burgess      | Porsche 911 GT3-R               | Y     | 74            |
| 20     | GT        | 52 | Seikel Motorsport        | Hugh Plumb Philip Collin Tony Burgess      | Porsche 3.6L Flat-6             | Y     | 74            |
| 21     | LMP675    | 11 | KnightHawk Racing        | Chad Block Steven Knight                   | MG-Lola EX257                   | A     | 73            |
| 21     | LMP675    | 11 | KnightHawk Racing        | Chad Block Steven Knight                   | MG (AER) XP20 2.0L Turbo I4     | A     | 73            |
| 22     | LMP675    | 37 | Intersport               | Jon Field Rick Sutherland                  | MG-Lola EX257                   | G     | 72            |
| 22     | LMP675    | 37 | Intersport               | Jon Field Rick Sutherland                  | MG (AER) XP20 2.0L Turbo I4     | G     | 72            |
| 23     | GT        | 31 | Petersen Motorsports     | Randy Pobst Johnny Mowlem                  | Porsche 911 GT3-RS              | Y     | 69            |
| 23     | GT        | 31 | Petersen Motorsports     | Randy Pobst Johnny Mowlem                  | Porsche 3.6L Flat-6             | Y     | 69            |
| 24     | GT        | 99 | Schumacher Racing        | Larry Schumacher David Murry               | Porsche 911 GT3-RS              | D     | 62            |
| 24     | GT        | 99 | Schumacher Racing        | Larry Schumacher David Murry               | Porsche 3.6L Flat-6             | D     | 62            |
| 25     | LMP675    | 62 | Team Spencer Motorsports | Ryan Hampton Rich Grupp                    | Lola B2K/42                     | A     | 55            |
| 25     | LMP675    | 62 | Team Spencer Motorsports | Ryan Hampton Rich Grupp                    | Mazda 1.3L 2-Rotor              | A     | 55            |
| 26 DNF | GTS       | 45 | American Viperacing      | Shane Lewis Spencer Trenery                | Dodge Viper GTS-R               | P     | 52            |
| 26 DNF | GTS       | 45 | American Viperacing      | Shane Lewis Spencer Trenery                | Dodge 8.0L V10                  | P     | 52            |
| 27 DNF | GT        | 67 | The Racer's Group        | Vic Rice Robert Orcutt                     | Porsche 911 GT3-RS              | M     | 43            |
| 27 DNF | GT        | 67 | The Racer's Group        | Vic Rice Robert Orcutt                     | Porsche 3.6L Flat-6             | M     | 43            |
| 28 DNF | GTS       | 44 | American Viperacing      | Marc Bunting Tom Weickardt                 | Dodge Viper GTS-R               | P     | 41            |
| 28 DNF | GTS       | 44 | American Viperacing      | Marc Bunting Tom Weickardt                 | Dodge 8.0L V10                  | P     | 41            |
| DSQ†   | GTS       | 0  | Team Olive Garden        | Mimmo Schiattarella Emanuele Naspetti      | Ferrari 550 Maranello           | M     | 79            |
| DSQ†   | GTS       | 0  | Team Olive Garden        | Mimmo Schiattarella Emanuele Naspetti      | Ferrari 6.0L V12                | M     | 79            |
| DNS    | LMP900    | 49 | Panoz Motor Sports       | Gunnar Jeannette David Donohue             | Panoz LMP-1 Roadster-S          | M     | -             |
| DNS    | LMP900    | 49 | Panoz Motor Sports       | Gunnar Jeannette David Donohue             | Élan 6L8 6.0L V8                | M     | -             |
| DNS    | LMP675    | 55 | Team Bucknum Racing      | Chris McMurry Bryan Willman                | Pilbeam MP84                    | A     | -             |
| DNS    | LMP675    | 55 | Team Bucknum Racing      | Chris McMurry Bryan Willman                | Nissan (AER) VQL 3.0L V6        | A     | -             |
| DNS    | LMP675    | 56 | Team Bucknum Racing      | Jeff Bucknum Bruno Lambert                 | Pilbeam MP84                    | A     | -             |
| DNS    | LMP675    | 56 | Team Bucknum Racing      | Jeff Bucknum Bruno Lambert                 | Nissan (AER) VQL 3.0L V6        | A     | -             |
| DNS    | GT        | 88 | Porschehaus Racing       | Peter Overing Stephane Veilleux            | Porsche 911 GT3-R               | D     | -             |
| DNS    | GT        | 88 | Porschehaus Racing       | Peter Overing Stephane Veilleux            | Porsche 3.6L Flat-6             | D     | -             |